# 황진영 (가수)
황진영은 대한민국의 가수이다.

## 데뷔
- 2022년 정규 앨범 '마음이야 짠하지만'

## 음반
- 2022년 마음이야 짠하지만